# 3-hidroksibutirat dehidrogenaza
3-hidroksibutirat dehidrogenaza (EC 1.1.1.30, 3-hidroksibutiratna dehidrogenaza, -beta-hidroksibutirat dehidrogenaza, hidroksibutirat oksidoreduktaza, beta-hidroksibutirat dehidrogenaza, -beta-hidroksibutirat dehidrogenaza, D-3-hidroksibutirat dehidrogenaza, D-(-)-3-hidroksibutirat dehidrogenaza, beta-hidroksibutirna kiselina dehidrogenaza, 3-D-hidroksibutirat dehidrogenaza, beta-hidroksibutirna dehidrogenaza) je enzim sa sistematskim imenom (R)-3-hidroksibutanoat:NAD+ oksidoreduktaza. Ovaj enzim katalizuje sledeću hemijsku reakciju
()-3-hidroksibutanoat + NAD+ {\displaystyle \rightleftharpoons } acetoacetat + NADH + H+
Takođe oksiduje druge 3-hidroksimonokarboksilne kiseline.

## Literatura
- Nicholas C. Price; Lewis Stevens (1999). Fundamentals of Enzymology: The Cell and Molecular Biology of Catalytic Proteins (Third изд.). USA: Oxford University Press. ISBN 019850229X.
- Eric J. Toone (2006). Advances in Enzymology and Related Areas of Molecular Biology, Protein Evolution (Volume 75 изд.). Wiley-Interscience. ISBN 0471205036.
- Branden C; Tooze J. Introduction to Protein Structure. New York, NY: Garland Publishing. ISBN 0-8153-2305-0.
- Irwin H. Segel. Enzyme Kinetics: Behavior and Analysis of Rapid Equilibrium and Steady-State Enzyme Systems (Book 44 изд.). Wiley Classics Library. ISBN 0471303097.
- William P. Jencks (1987). Catalysis in Chemistry and Enzymology. Dover Publications. ISBN 0486654605.

## Spoljašnje veze
- 3-hydroxybutyrate+dehydrogenase на 